# Хаябуса
Хаябуса (яп. はやぶさ, букв.: сокіл) — космічний апарат Агентства аерокосмічних досліджень Японії (JAXA), що призначався для вивчення астероїда Ітокава, першої в історії посадки на астероїд і доставки зразка його ґрунту на Землю.
Одна з найскладніших в історії космонавтики місій проєктувалася і готувалася до старту близько 15 років. «Хаябуса» був запущений 9 травня 2003 року японською ракетою-носієм М-5. Планувалося, що в червні 2007 року він повернеться до Землі і скине капсулу зі здобутими зразками ґрунту. Це була б перша доставка ґрунту з іншого небесного тіла після місячних експедицій.
Вага апарата — 510 кг. Оснащений маршовим іонним двигуном.
12 вересня 2005 року апарат наблизився до маленького (540 × 270 × 210 м) астероїда 25143 Ітокава на розрахункові 20 км і розпочав проводити детальні дослідження. З відстані 20 км корабель (який залишався на геліоцентричній орбіті, близькій до орбіти астероїда) досліджував розміри, особливості обертання, колір, склад і щільність небесного тіла.
Після цього почалися проблеми. По-перше, на астероїд не зміг сісти спеціально призначений для цього апарат «Мінерва» (MINERVA, MIcro/Nano Experimental Robot Vehicle for Asteroid). По-друге, коли в листопаді на Ітокаву опустився вже сам «Хаябуса» (хоча апарат не був для цього призначений!), зламався інструмент для взяття проб. Тим не менше центр управління польотом вважав високою ймовірність того, що в камеру для зразків потрапив пил, що піднявся при контакті з апаратом, тому було вирішено запечатати ємність і відправити зонд додому. Спочатку планувалося, що «Хаябуса» завершить місію у 2007 році. Але включити двигуни теж вдалося не відразу. У червні 2006 року JAXA повідомило, що апарат, очевидно, зможе повернутися на Землю у 2010 році. На зворотному шляху апарат також зіткнувся з технічними неполадками. Повернення зонда довелося відкласти через нестабільну роботу двигунів.
У червні 2010 Японське космічне агентство оголосило про успішне завершення місії до астероїда Ітокава. 13 червня 2010 року зонд «Хаябуса» увійшов в атмосферу і скинув капсулу, в якій, містяться зразки астероїдної речовини. Капсула зі зразками увійшла в атмосферу Землі і незабаром, як і планувалося, опустилася на військовий полігон «Вумера», у пустелі на півдні Австралії, за 485 км на північний захід від Аделаїди, столиці штату Південна Австралія. Сам «Хаябуса» згорів, як і планувалося, увійшовши в щільні шари атмосфери.

## Місія номер один

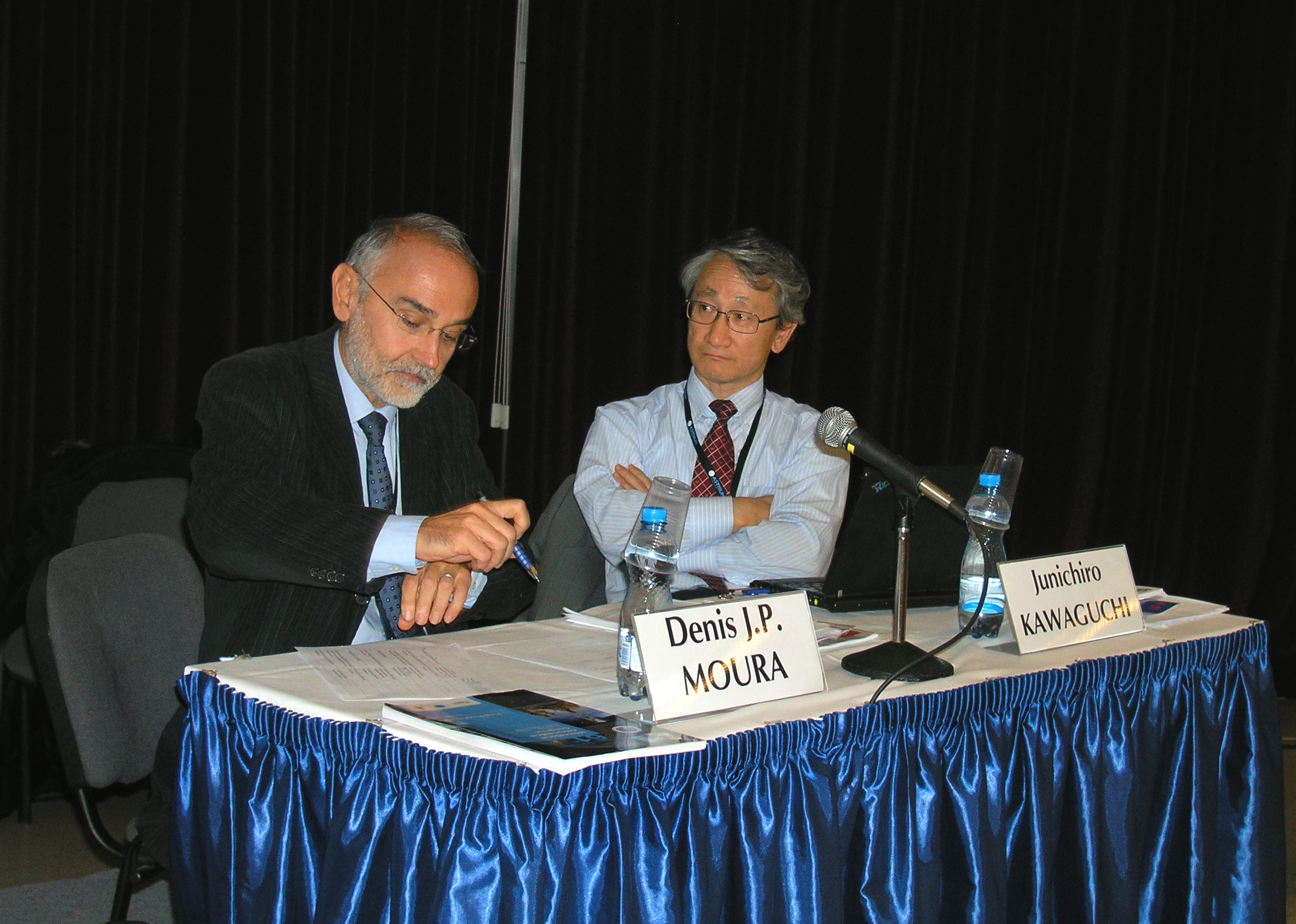
Denis J. P. Moura (зліва) and Junichiro Kawaguchi (зправа) у 2010 Міжнародний конгрес астронавтики (МКА)

Інші космічні апарати, зокрема Galileo і NEAR Shoemaker (обидва запущені НАСА), відвідували астероїди і раніше, але Хаябуса стала першою спробою повернути зразок астероїда на Землю для аналізу.
Крім того, Хаябуса був першим космічним апаратом, спроєктованим для навмисної посадки на астероїд, а потім знову злетів (NEAR Shoemaker здійснили контрольований спуск на поверхню 433 Ерос у 2000 році, але він не був спроєктований як спусковий апарат і врешті-решт був дезактивований після прибуття). Технічно, Хаябуса не був спроєктований для «посадки»; він просто торкається поверхні своїм пристроєм для збору зразків, а потім від'їжджає. Однак це був перший апарат, який від самого початку був спроєктований для фізичного контакту з поверхнею астероїда. Дзюнічіро Кавагучі з Інститут космічних і астронавтичних наук був призначений керівником місії.

## Профіль місії
Космічний апарат «Хаябуса» був запущений 9 травня 2003 року о 04:29:25 UTC з ракети-носія M-V  ракету Uchinoura Space Center (на той час ще називався Космічний центр Каґошіма). Після запуску назва космічного апарата була змінена з початкової MUSES-C на «Хаябуса» — японське слово, що означає сокіл. Ксенон космічного корабля на іонному двигуні (чотири окремих підрозділи) працює майже безперервно протягом двох років: «Хаябуса» повільно рухається на зустріч з Ітокавою у вересні 2005 року. Прибувши на місце, космічний апарат не вийшов на орбіту навколо астероїда, а залишився на геліоцентричній орбіті, що утримує станцію поблизу нього.

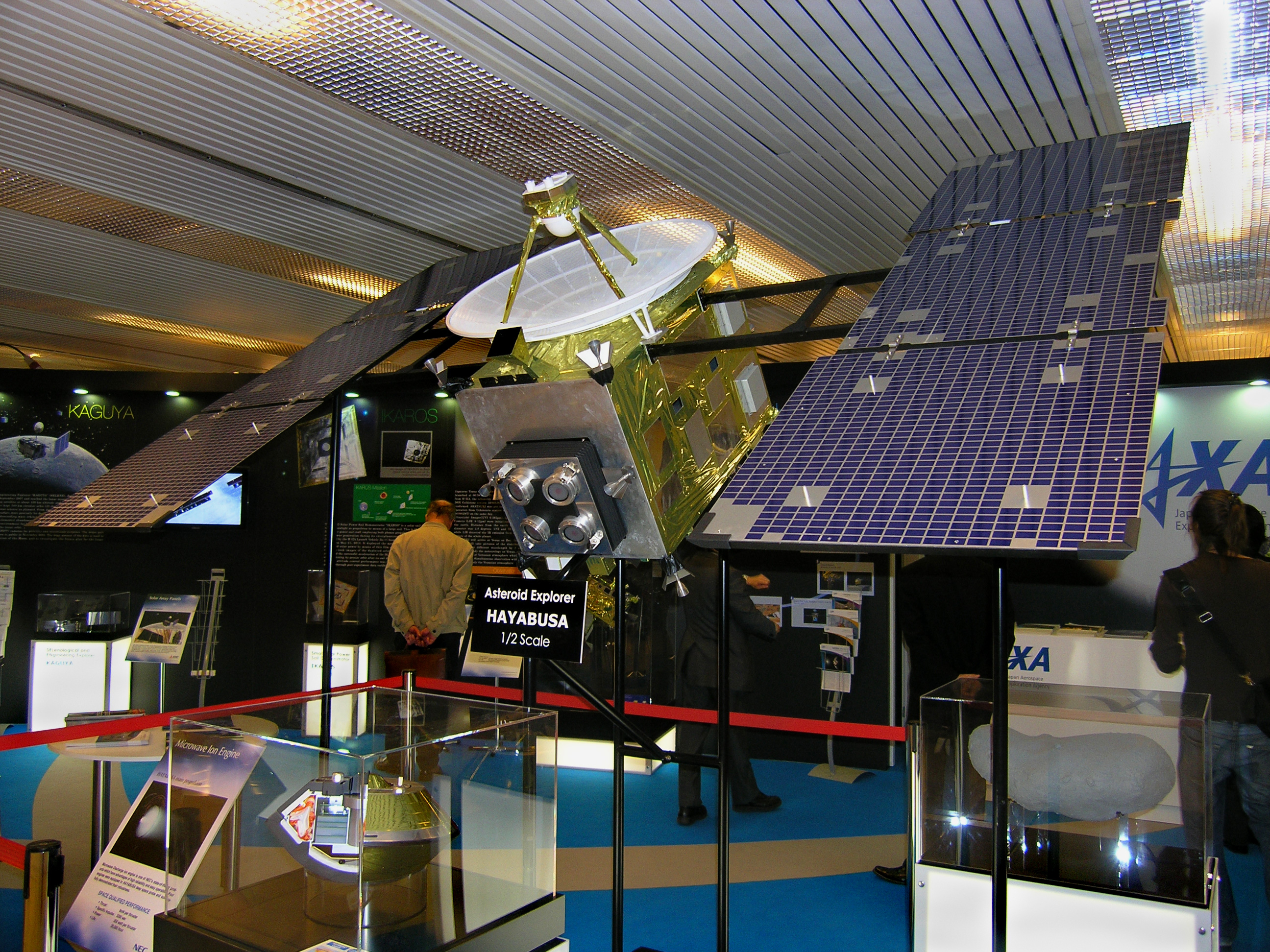
Напівмасштабна модель «Хаябуси» в МАК у 2010 році

«Хаябуса» обстежив поверхню астероїда з відстані близько 20 км, з «позиції воріт». Після цього космічний апарат перемістився ближче до поверхні («домашня позиція»), а потім наблизився до астероїда для серії м'яких посадок і збору зразків на безпечній ділянці. У цей період широко використовувалася автономна оптична навігація, оскільки тривала затримка зв'язку унеможливлювала командування із Землі в реальному часі. Під час другого приземлення «Хаябуса» з розгорнутою рупором для збору пилу космічний апарат був запрограмований вистрілити крихітними снарядами в поверхню, а потім зібрати отриманий аерозоль. Деякі крихітні цятки були зібрані космічним апаратом для аналізу на Землі.
Після кількох місяців перебування поблизу астероїда космічний корабель мав запустити двигуни, щоб почати свій політ назад до Землі. Цей маневр було відкладено через проблеми з керуванням орієнтацією та рушіями апарата.
Вийшовши на зворотну траєкторію, за три години до входу в атмосферу капсула була відокремлена від основного космічного корабля на відстані від 300 000 до 400 000 км від Землі, і капсула рушила по балістичній траєкторії, увійшовши в атмосферу Землі о 13:51 13 червня 2010 року за Гринвічем. За оцінками, капсула зазнала пікового прискорення близько 25 G і нагрівання приблизно в 30 разів більшого, ніж космічний корабель Аполлон. Вона приземлилася на парашуті поблизу Вумера, Австралія.
Щодо профілю місії, то перед запуском космічного апарата «Хаябуса» JAXA визначило наступні критерії успіху та відповідні бали для основних етапів місії. Як видно, космічний апарат «Хаябуса» є платформою для тестування нових технологій, а основною метою проєкту «Хаябуса» є перше у світі впровадження мікрохвильових розрядних іонних двигунів. Таким чином, «робота іонних двигунів понад 1000 годин» є досягненням, що дає повну оцінку в 100 балів, а решта віх є серією перших у світі експериментів, побудованих на ньому.

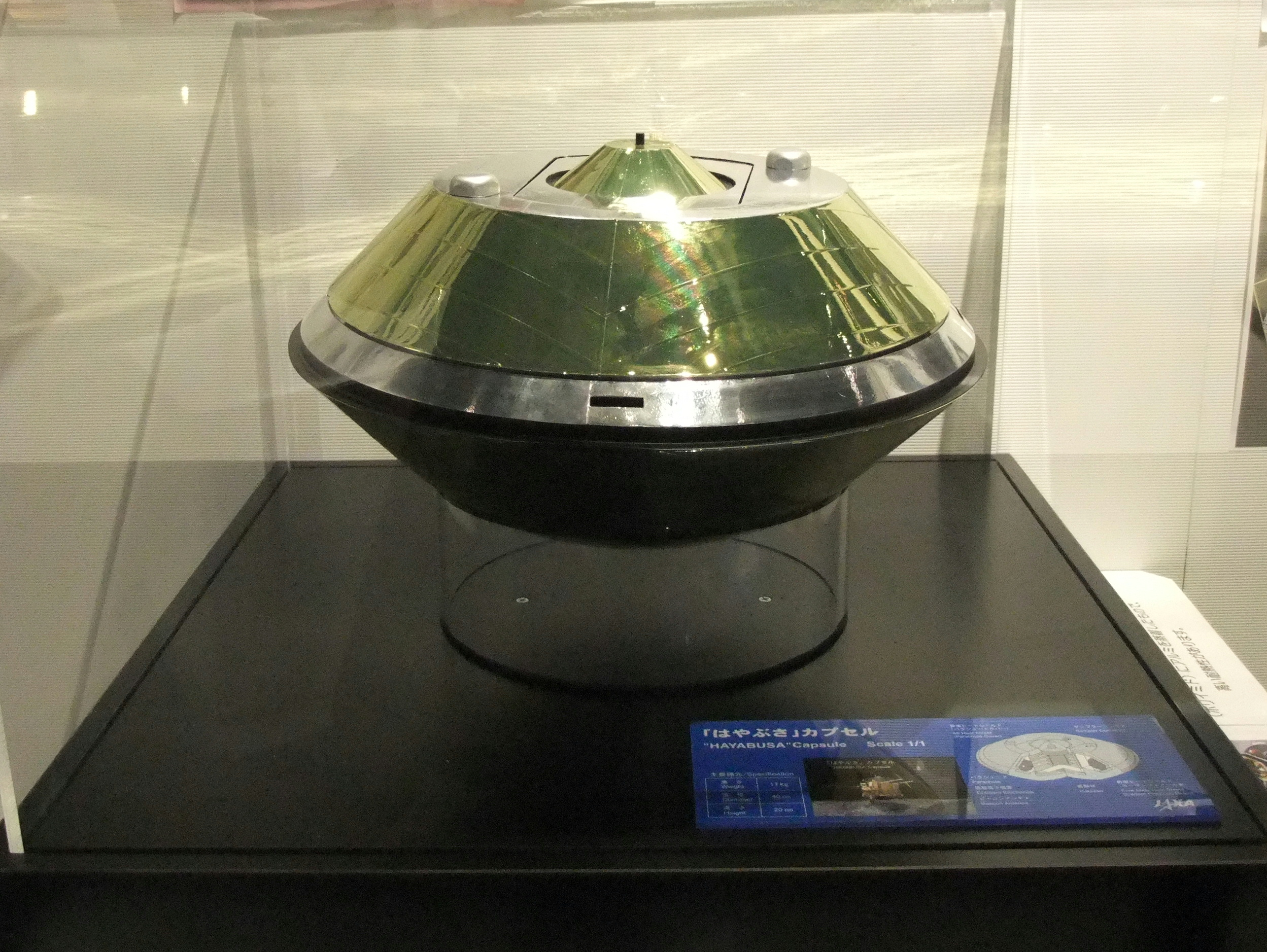
Репліка капсули, що повертається в атмосферу, виставлена в JAXA (закрита 28 грудня 2010 року)

| Критерії успіху для Хаябуса                   | Очки       | Статус |
| --------------------------------------------- | ---------- | ------ |
| Робота іонних двигунів                        | 50 очок    | Успіх  |
| Експлуатація іонних двигунів понад 1000 годин | 100 очок   | Успіх  |
| Допомога земного тяжіння з іонними двигунами  | 150 очок   | Успіх  |
| Зустріч з Ітокавою з автономною навігацією    | 200 очок   | Успіх  |
| Наукове спостереження Ітокави                 | 250 points | Успіх  |
| Приземлення та відбір зразків                 | 275 очок   | Успіх  |
| Капсулу знайдено                              | 400 очок   | Успіх  |
| Отримання зразка для аналізу                  | 500 очок   | Успіх  |

## MINERVA посадковий мінімодуль
«Хаябуса» ніс крихітний мініапарат (вагою всього 591 г і приблизно 10 см заввишки і 12 см в діаметрі) під назвою «MINERVA» (скорочено від MIcro-Nano Experimental Robot Vehicle for the Asteroid — експериментальний робототехнічний апарат для астероїда). Помилка під час розгортання призвела до того, що апарат вийшов з ладу.
Цей апарат на сонячних батареях був спроєктований таким чином, щоб скористатися перевагами дуже низької гравітації Ітокави, використовуючи внутрішній маховик для стрибків по поверхні астероїда, передаючи зображення зі своїх камер на «Хаябусу» щоразу, коли обидва космічні апарати були в полі зору один одного.
MINERVA був розгорнутий 12 листопада 2005 року. Команду на спуск було надіслано з Землі, але перш ніж вона надійшла, висотомір «Хаябуси» виміряв відстань до «Ітокави» в 44 м і таким чином запустив автоматичну послідовність утримання висоти. У результаті, коли надійшла команда на запуск MINERVA, її було запущено, коли зонд піднімався і на більшій висоті, ніж передбачалося, так що він уникнув гравітаційного тяжіння Ітокави і полетів у космос.
Якби він був успішним, MINERVA став би першим космічним ровером, що стрибає в космос. Радянська місія «Фобос-2» також зіткнулася з несправністю під час спроби розгортання стрибаючого марсохода.